# Órosz
Órosz (1. század?) görög grammatikus
Életéről mindössze annyit tudunk, hogy Milétoszból származott. Két műve – Orhographia és Ethnika – forrásul szolgált Orión lexikonához. A művekből még töredék sem maradt fenn.